# Rubí Cerioni
Rubí Orlando Cerioni (La Plata, Argentina; 1 de mayo de 1927 - La Plata, Argentina; 17 de marzo de 2012) fue un futbolista argentino que se desempeñaba como delantero.

## Clubes
| Club                     | País      | Año         |
| ------------------------ | --------- | ----------- |
| River Plate              | Argentina | 1948 - 1949 |
| Quilmes                  | Argentina | 1949 - 1950 |
| Sporting de Barranquilla | Colombia  | 1951 - 1952 |
| Deportivo Cali           | Colombia  | 1953 - 1954 |
| Quilmes                  | Argentina | 1955 - 1956 |
| Atlas de Guadalajara     | México    | 1957 - 1959 |
| Centro Iqueño            | Perú      | 1960        |
| O'Higgins                | Chile     | 1961        |
| Toronto Roma             | Canadá    | 1962 - 1964 |

## Estadísticas como entrenador
| Club                | Temporada           | Liga | Liga | Liga | Liga | Copa nacional | Copa nacional | Copa nacional | Copa nacional | Copa continental | Copa continental | Copa continental | Copa continental | Otras copas | Otras copas | Otras copas | Otras copas | Total | Total | Total | Total | % Efectividad |
| Club                | Temporada           | PJ   | G    | E    | P    | PJ            | G             | E             | P             | PJ               | G                | E                | P                | PJ          | G           | E           | P           | PJ    | G     | E     | P     | % Efectividad |
| ------------------- | ------------------- | ---- | ---- | ---- | ---- | ------------- | ------------- | ------------- | ------------- | ---------------- | ---------------- | ---------------- | ---------------- | ----------- | ----------- | ----------- | ----------- | ----- | ----- | ----- | ----- | ------------- |
| Toronto Roma        | 1964                | 24   | 11   | 9    | 4    | -             | -             | -             | -             | -                | -                | -                | -                | -           | -           | -           | -           | 24    | 11    | 9     | 4     | 64.58         |
| Toronto Roma        | Total               | 24   | 11   | 9    | 4    | -             | -             | -             | -             | -                | -                | -                | -                | -           | -           | -           | -           | 24    | 11    | 9     | 4     | 64.58         |
| Total en su carrera | Total en su carrera | 24   | 11   | 9    | 4    | -             | -             | -             | -             | -                | -                | -                | -                | -           | -           | -           | -           | 24    | 11    | 9     | 4     | 64.58         |